# 斯雷托·里斯蒂奇
斯雷托·里斯蒂奇（Sreto Ristić，1976年2月7日—），是一名塞尔维亚裔德国职业足球运动员，司职前锋。

## 俱乐部生涯
里斯蒂奇出生于南斯拉夫萨格勒布，但在小时候移居德国，他的职业生涯大部分都是在德国联赛度过的，其中曾经在1996年到2000年效力于德国足球甲级联赛球队斯图加特。
2005年3月2日，里斯蒂奇来到中国，加盟中国足球甲级联赛球队广州日之泉，但表现平平，没有取得进球，并在5月31日被广州队解约。
2008年里斯蒂奇加盟德国足球丙级联赛球队桑德豪森，2011年离队。